# فيودور الثاني
فيودور الثاني بوريسوفيتش غودونوف (بالروسية: Фёдор II Борисович Годунов) (1589 - 20 يونيو 1605) قيصر روسيا خلال ربيع عام 1605، في بداية زمن المحن.